# Santino Vera
Santino Vera (Quilmes, 11 de abril de 2006) es un futbolista argentino que juega como mediocampista. Se desempeña en Racing Club, de la Primera División de Argentina.

## Trayectoria

### Racing Club
Salido de las inferiores, debutó en Primera División el 2 de julio de 2023 ante Colón en la goleada por 4-0 de su equipo por la jornada 22 del campeonato 2023.

## Selección nacional
El 1 de marzo de 2024 fue convocado en la primera lista del nuevo ciclo 2024-2025 de la Selección de fútbol sub-20 de Argentina.